# 自强学堂
自强学堂，1893年湖广总督张之洞为培养“精晓洋文”的外交人员而创办，1902年改名为方言学堂。1913年中华民国政府在原方言学堂的校舍、图书设备和师资基础上建立的中国第二所高等师范学校--国立武昌高等师范学校。原方言学堂和两湖书院的一些师资力量并入。

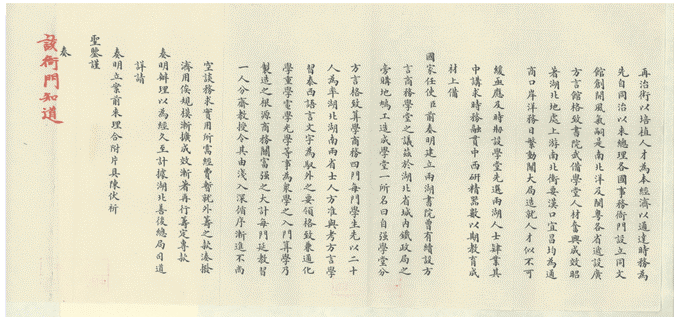
光绪帝朱批有“该衙门知道”的奏折

## 历史
- 1893年11月29日，张之洞向光绪帝上奏《设立自强学堂片》。他认为“盖闻经国以自强为本”、“自强之道，以教育人才为先”，故取“自强”二字。学堂位于武昌三佛阁大朝街口，开办之初，设方言、算学、格致、商务四门，专门培养外语和商务人才。每门招生20人。
- 1896年7月，鉴于中日甲午战争的教训，自强学堂改订章程，调整学科门类设置，强化外语人才的培养，算学改归两湖书院。格致、商务不再单独设门，只作为课程附列其中。同时设有译书局，并入了创办于1892年的矿务、化学学堂，开创了自然科学专门教育。方言一门扩大为英语、法语、德语、俄语4门。每门招生增至30人。
- 1898年，方言一门扩大为英语、法语、德语、俄语、东文（日语）5种语言。同年2月，自强学堂派遣总稽察姚锡光率团赴日考察学习。
- 1902年，自强学堂由三佛阁迁至东厂口，同时改名为方言学堂。“方言”即“外语”之意。根据1904年1月，张之洞等人上奏并得到清政府认可颁行的《奏定学堂章程》中《各学堂奖励章程》文件的规定，湖北方言学堂为“程度与高等学堂略同”的“外省方言学堂”，方言学堂不设总办，由曾任岳麓书院学监、自强学堂末任提调的程颂万出任方言学堂提调。课程设有地理、历史、算术、公法、交涉等。
- 1911年3月，辛亥革命前夕，新任湖广总督瑞徵认为学堂“风气不端”，湖北提学使王寿彭认为经费无法支持。遂以教育经费紧张为由强令停办，校产交武昌军官学校使用。[來源請求]
- 1913年3月，民国政府在原方言学堂和两湖大学堂的基础上建立国立武昌高等师范学校，武昌军官学院于改年11月29号移交校产给刚成立的武昌高等师范学校。

## 办学情况
1. 分斋：设立方言斋、算学斋、格致斋、商务斋。其中方言斋前身为1891年张之洞建立的专修商业外语的方言商务学堂。
2. 资格：以“资性颖悟，身家清白，先通华文，后通儒书，义理明通，志趣端正”者为合格。
3. 学制：改膏伙制为奖学金制、分科教学制。在堂修满5年方可毕业。其中4年在堂学习，1年出国游历。
4. 教习：英文、法文教习由华人充当；俄文、德文聘请俄员、德员为教习，并以华员为助教。
5. 方针：务求实用、切忌空谈。规定不习八股时文，学生不得吸洋烟，毕业后不得为洋行服务。
6. 管理：学生必“以华文为根底，以圣道为准绳”；凡在诵堂时须听教习约束，在斋舍时须听提调约束；进堂以后，须专心致志，诵习本课，不准在堂兼作时文试帖，不准应各书院课试及岁科小试，但得请假应乡试。
7. 待遇：除饭食、书籍、纸笔等均由学堂供给外，每人每月给膏伙银5两。后取消了膏伙银制度，而根据成绩优劣发放奖学金。

## 学堂歌
张之洞于1902年撰写了一首《学堂歌》，用以描述他在荆楚大地大力兴办新式教育所结成的累累硕果。这首歌在当时广为传唱，亦可视为方言学堂校歌。摘录首尾两段于此（全文见维基文库）：

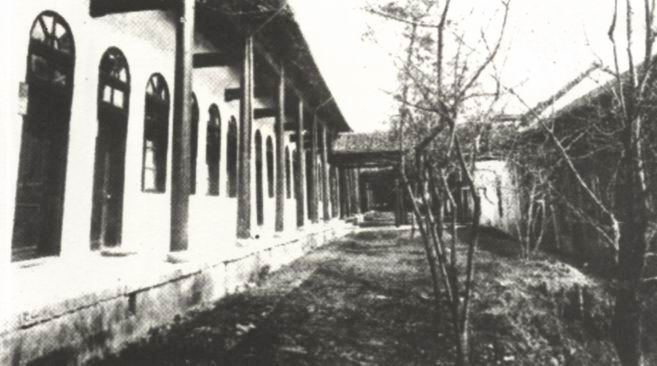
方言学堂校舍

天地泰，日月光，听我唱歌赞学堂。

圣天子，图自强，除去兴学无别方。

教体育，第一桩，卫生先使民强壮。

教德育，先蒙养，人人爱国民善良。

孝父母，尊君上，更须公德联四方。

教智育，开愚氓，普通知识破天荒。

物理透，技艺长，方知谋生并保邦。

……

众同学，齐奋往，造成楚材皆贤良。

文善谋，武知方，学中皆是国栋梁。

荀卿子，歌成相，此歌劝学略摹仿。

中国盛，圣教光，黄种尊贵日蕃昌。

上孝慈，下忠良，万年有道戴吾皇。

## 历任负责人
- 创办人 张之洞 1893年-1907年

### 自强学堂
- 总稽察 姚锡光
- 总稽察 連捷（1901-?）
- 首任总办 蔡锡勇（曾任中国驻美联社使馆翻译，师从李善兰） 1893年-1897年
- 总办 张斯枸  1897年冬-1899年5月
- 提调 钱恂  1893年-1898年9月
- 提调 汪凤瀛  1898年-1899年4月
- 提调 程颂万（曾任岳麓书院学监） 1899年4月-1902年10月

### 方言学堂
- 提调 程颂万  1902年10月-1905年春
- 首任监督 梁鼎芬（兼任武昌知府）
- 首任会计庶务委员（总务长） 冯台异（曾任唐河崇实书院山长，冯友兰之父）
- 监督 馨龄  1905年春-1911年
- 监督 曾广熔  1905年春-1911年

## 著名校友

### 教师
- [繆荃孫]，圖書館之父
- 辜鸿铭，著名国学大师和英国文学专家
- 华蘅芳，晚清著名数学家
- 汪康年，《时务报》创办者

### 学生
- 在新疆响应辛亥革命的冯特民烈士
- 赵恒惕，湖南督军
- 夏维崧，曾任中国驻俄代办
- 陈箓，巴黎大学法学士，曾任驻法公使
- 陆宗舆，曾任驻日公使

## 历史事件
1. 1896年，学堂首次选送学生赴国外留学；
2. 1896年，学堂附设洋务书局专司翻译“西学”之书；
3. 1898年2月，学堂首次派遣总稽察姚锡光出国考察，是甲午海战后中国派往日本的第一个考察团；
4. 1898年，学堂首次接待外国学者来校参观访问。

## 办学影响
自强学堂从一开办起便一改中国传统书院“学不分专门”的旧习，仿照西方高等教育模式，在全国各学堂中率先实行分门（科）教学、按斋（班）授课的体制，开风气之先，在全国范围内起到了良好的示范带头作用，此后许多学堂“均仿自强学堂成法”，进行分科教学。自强学堂在当时社会影响较大，其成就与水平得到了许多专家学者如李端棻（《请推广学校折》中写到“格致制造诸学，非终身执业，聚众讲求，不能致精。今除湖北学堂外，其余诸馆，学业不分斋院，生徒不重专门，其未尽二也。”）、梁启超等人的高度评价，后来《清史稿》也写道：“查京外学堂，办有成效者，以湖北自强学堂、上海南洋公学为最。”（1902年，管学大臣张百熙关于“筹办大学堂”的奏折中所言）
武汉大学校庆70周年庆祝大会上的校长报告中对武汉大学的前身做了这样的讲述：“武汉大学的前身是武昌高等师范学校,于1913年11月2日建立,校址在武昌东厂口。再追溯远一些,武昌高师又是由张之洞、谭继洵于1893年创办的自强学堂沿革而来。”
民国成立后，武昌高等师范学校在武昌军官学校校址即原方言学堂旧址成立，因此国立武汉大学后期曾将自强学堂认作前身，武汉大学校方在1992年前以民国2年（1913年）建立的国立武昌高等师范学校为起源举行校庆，1993年后正式以清末1893年建立的自强学堂为起源举行校庆。